# Thelotrema novae-zelandiae
Thelotrema novae-zelandiae är en lavart som beskrevs av Szatala 1939. Thelotrema novae-zelandiae ingår i släktet Thelotrema och familjen Thelotremataceae.   Inga underarter finns listade i Catalogue of Life.